# Sénat Müller II
Pour les articles homonymes, voir Sénat Müller.
Ville-Land de Berlin
Müller I Giffey
Le sénat Müller II (en allemand : Senat Müller II) est le gouvernement de la ville-Land de Berlin entre le 8 décembre 2016 et le 21 décembre 2021, durant la dix-huitième législature de la Abgeordnetenhaus.

## Coalition et historique
Ce gouvernement est dirigé par le bourgmestre-gouverneur social-démocrate sortant Michael Müller. Il est constitué et soutenu par une « coalition rouge-rouge-verte » entre le Parti social-démocrate d'Allemagne (SPD), Die Linke et l'Alliance 90 / Les Verts (Grünen). Ensemble, ils disposent de 92 députés sur 160, soit 57,5 % des sièges de la Chambre des députés.
Il est formé à la suite des élections législatives locales du 18 septembre 2016.
Il succède donc au sénat Müller I, constitué et soutenu par une « grande coalition » entre le SPD et l'Union chrétienne-démocrate d'Allemagne (CDU).

### Formation
Au cours du scrutin, la majorité sortante recule mais se trouve reconduite. Toutefois, Müller exprime sa volonté de changer de partenaires de coalition et former une alliance uniquement avec les formations de gauche et centre gauche. Après deux mois de négociations, un accord de coalition est présenté le 16 novembre par les trois partis.
Le 8 décembre, Michael Müller est investi bourgmestre-gouverneur pour un second mandat par 88 voix pour et 70 voix contre.

## Composition
- Les nouveaux sénateurs sont indiqués en gras, ceux ayant changé d'attributions en italique.

| Portefeuille                                                                                      | Titulaire | Titulaire              | Parti  |
| ------------------------------------------------------------------------------------------------- | --------- | ---------------------- | ------ |
| Bourgmestre-gouverneur                                                                            |           | Michael Müller         | SPD    |
| Bourgmestre Sénateur à la Culture et aux Affaires européennes                                     |           | Klaus Lederer          | Linke  |
| Bourgmestre Sénateur à l'Économie, à l’Énergie et aux Entreprises                                 |           | Ramona Pop             | Grünen |
| Sénateur aux Finances                                                                             |           | Matthias Kollatz-Ahnen | SPD    |
| Sénateur à l'Intérieur et aux Sports                                                              |           | Andreas Geisel         | SPD    |
| Sénateur à la Justice, à la Protection des consommateurs et à la Lutte contre les discriminations |           | Dirk Behrendt          | Grünen |
| Sénateur au Logement et à l'Aménagement du territoire                                             |           | Katrin Lompscher       | Linke  |
| Sénateur à l'Éducation, à la Jeunesse et à la Famille                                             |           | Sandra Scheeres        | SPD    |
| Sénateur à la Santé, aux Soins et à l’Égalité                                                     |           | Dilek Kolat            | SPD    |
| Sénateur à l’Intégration, au Travail et aux Affaires sociales                                     |           | Elke Breitenbach       | Linke  |
| Sénateur à l'Environnement, aux Transports et au Climat                                           |           | Regine Günther         | Sans   |